# 藤枝総合運動公園サッカー場
藤枝総合運動公園サッカー場（ふじえだそうごううんどうこうえんサッカーじょう）は、静岡県藤枝市の藤枝総合運動公園内にあるサッカー専用スタジアム。施設は藤枝市が所有し、藤枝市サッカー協会グループが指定管理者として運営管理を行っている。

## 概要
2002年5月に完成。藤枝総合運動公園全体の整備を都市再生機構が手がけており、スタジアムも都市再生機構が発注して整備された。
完成直後には2002 FIFAワールドカップのセネガル代表のキャンプ地として使用された(藤枝市民グラウンド球技場と併催)。また、2003年9月開催の第58回国民体育大会（NEW!!わかふじ国体）のサッカー競技の主会場としても使用された。
日本プロサッカーリーグ（Jリーグ）に所属する藤枝MYFCがメインスタジアムとして使用している。ただし、スタジアムのスペックがJ2ライセンスを取得するための基準に到達しておらず、藤枝市が改修工事に着手している（後述）。

## 施設概要
28,000平方メートルの敷地西側に鉄筋コンクリート造地上3階のメインスタンド（収容人員5,100人）、敷地東側に同じく鉄筋コンクリート造のバックスタンド（収容人員3,860人）が建つ。両サイドスタンドは丘陵を掘り込んで作られた2段になった芝生席で、メインスタンドとバックスタンドを合わせたスタジアム公称の収容人員は13,000人だが、日本プロサッカーリーグ（Jリーグ）のスタジアム基準では原則として芝生席を認めていないため、Jリーグにおける「入場可能数」はメインスタンド、バックスタンドと立見席を合わせた10,057人となっている。
グラウンドはティフトン芝で、ピッチサイズは105メートル×68メートル。
ピッチ北側に得点表示のみ可能な電光掲示板が1基が備え付けられているほか、照明設備はメインスタンドは屋根先に、バックスタンド両側に2基の照明塔が立ち、（スタジアム完成時の）照度は最大1,000ルクス。
そのほか、メインスタンド内に2002 FIFAワールドカップのセネガル代表キャンプや静岡県立藤枝東高等学校に関する記念展示、さらには藤枝市出身のサッカー選手である長谷部誠・中山雅史・山田暢久らに関する展示を行う「サッカーギャラリー」を併設している。

### 施設改善工事
完成当初のスペックに基づくと、藤枝MYFCがJ2ライセンスを取得するためにはJリーグにおけるスタジアム基準で（屋根付きの）観客席数が不足しており、加えてナイトゲームを開催するには照明設備の照度が不足しているほか、大型映像装置も備えていなかったことから、藤枝MYFCがJリーグ参入前の2012年には市に対して55,116人分の署名が藤枝市に提出されるなど、古くから改修要望はされてきた。その後、J3リーグが発足するとJ3のスタジアム要件は満たしていたため藤枝MYFCはJ3リーグに参入できたが、J2ライセンスは引き続き取得不可能であった。加えて、J3リーグ向けのライセンスにおいても2022年6月までにナイトゲームを開催できる程度の夜間照明を備える必要に迫られており、藤枝市は対応に苦慮する状況が続いていた。
こうした状況を踏まえ、藤枝市は「サッカーを核としたまちづくり」の一環として、さらには防災拠点としての強化を目的として、2020年度の市予算で屋根付き観客席増設・大型映像装置設置のため実施設計費用として1億1300万円を計上。公園整備時と同様に都市再生機構中部支社が受託して事業主体となり、簡易公募型プロポーザル方式により基本・実施設計業務を東畑建築事務所が受注した。この動きに合わせて、藤枝MYFCは2021年シーズンに向けてJ2ライセンスを申請し、交付された。
工事は照明設備から着手し、既存設備を活用してナイトゲームが開催可能なLED照明（輝度1,500ルクス）へ更新され、2020年11月に完成。引き続き南側サイドスタンドにフルカラーLEDの大型映像装置（縦6.3メートル×横11.8メートル）が新設され、2022年3月に完成。また、バックスタンドは備蓄倉庫を備えた固定席（約4,000席）を新設することになり、2022年5月20日に工事に着手した。2024年1月に完成。

## アクセス
最寄りの鉄道駅であるJR藤枝駅から5キロメートル以上離れている。

### バス
- JR東海道本線・藤枝駅より藤枝市自主運行バス「藤枝駅ゆらく線」で「堀之内下」下車、徒歩約10分[1][19]（土休日ダイヤでは1日7本運行）。
- 藤枝駅よりしずてつジャストラインバス「志太温泉線」で「金吹橋」下車（瀬古回り・市役所回りのどちらでも可）、1.5km。（土休日ダイヤでは両回り合わせて20本運行）
- 藤枝MYFCのホーム戦では、藤枝駅からシャトルバスが運行されている。

### 自動車
- 国道1号藤枝バイパス・谷稲葉インターチェンジより約5分[19]
- 東名高速道路・焼津インターチェンジより約20分 [19]
- 新東名高速道路・藤枝岡部インターチェンジより約15分 [19]

- 藤枝総合運動公園内に1400台の駐車場あり。

## 公園内その他の施設
- 藤枝総合運動公園陸上競技場
- グラウンドゴルフ場
- 多目的広場・湖畔の広場
- スケートパーク場
- 野球場

## エピソード
- 2006年のJリーグプレシーズンマッチ（2月26日）のジュビロ磐田×名古屋グランパスエイトが藤枝総合運動公園サッカー場で開催された。しかし、大雨でグラウンドが水浸しとなってしまい、試合を90分間フルに行うと選手のケガなどが考えられるとして前半戦を以て悪天候のためノーゲームとなった[20]。なお、再試合は行わなかった。

## ギャラリー

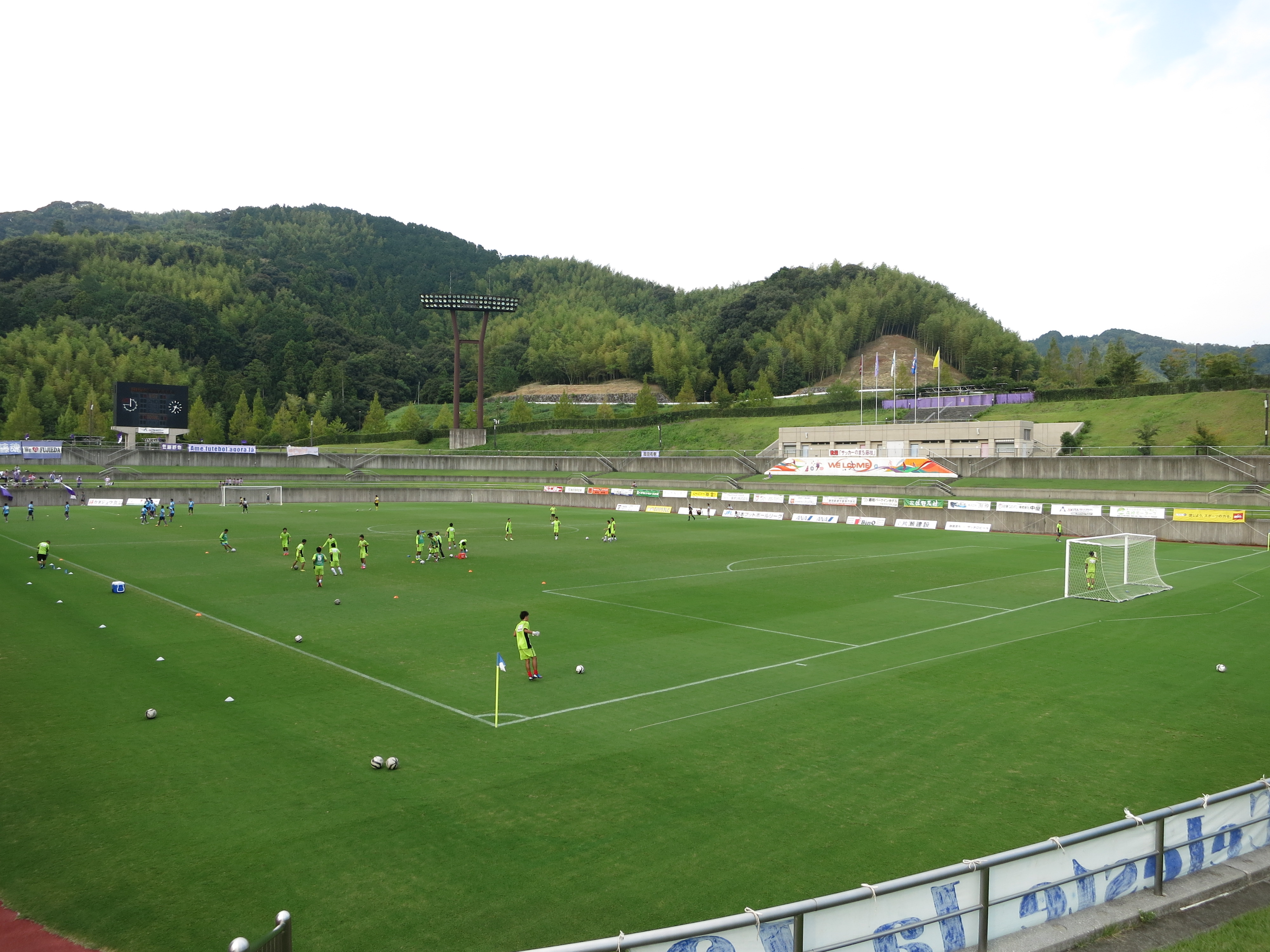
メインスタンドからバック側を見る。
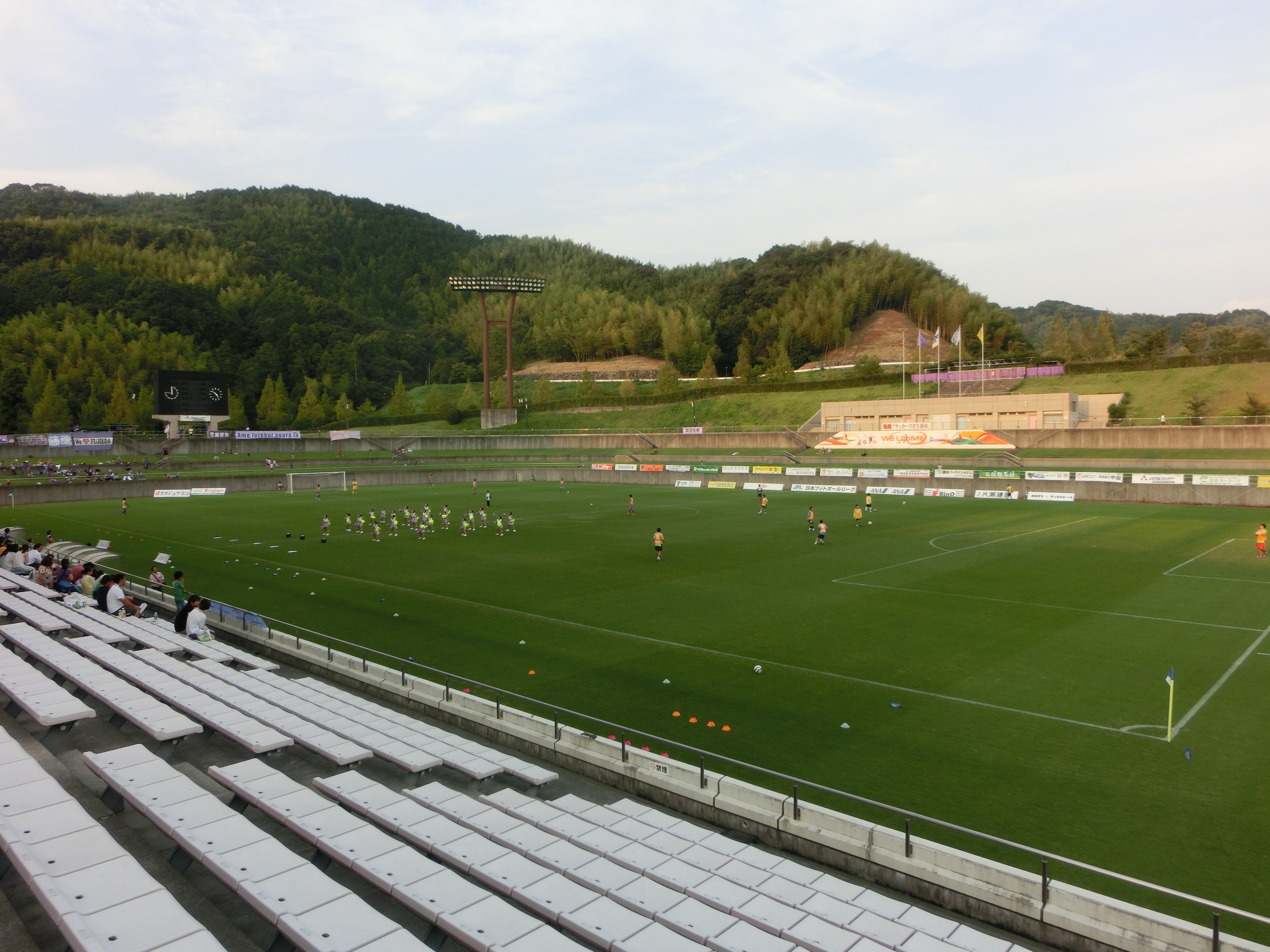
同、メインスタンドからバック側を見る。
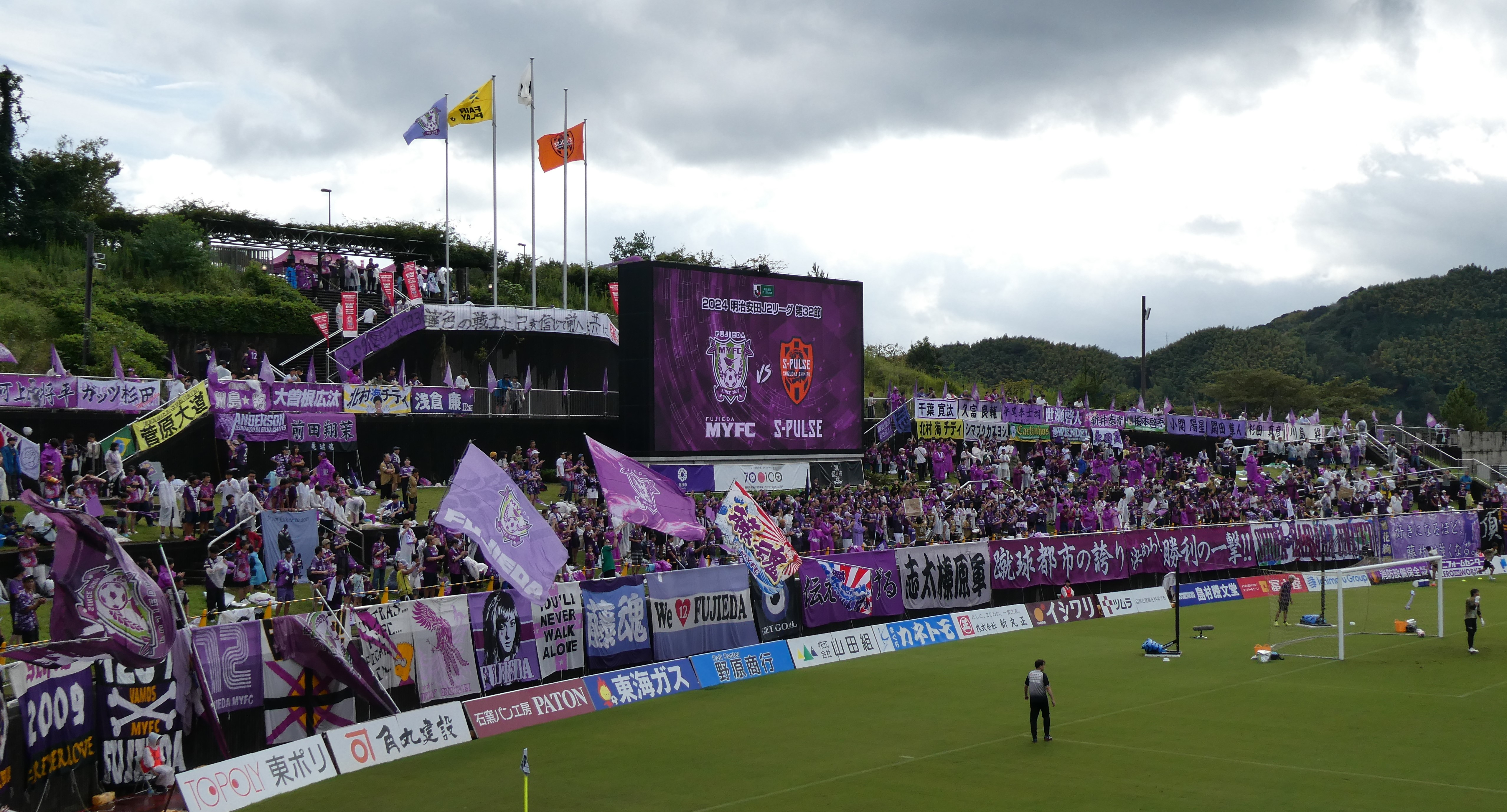
ホーム芝生席
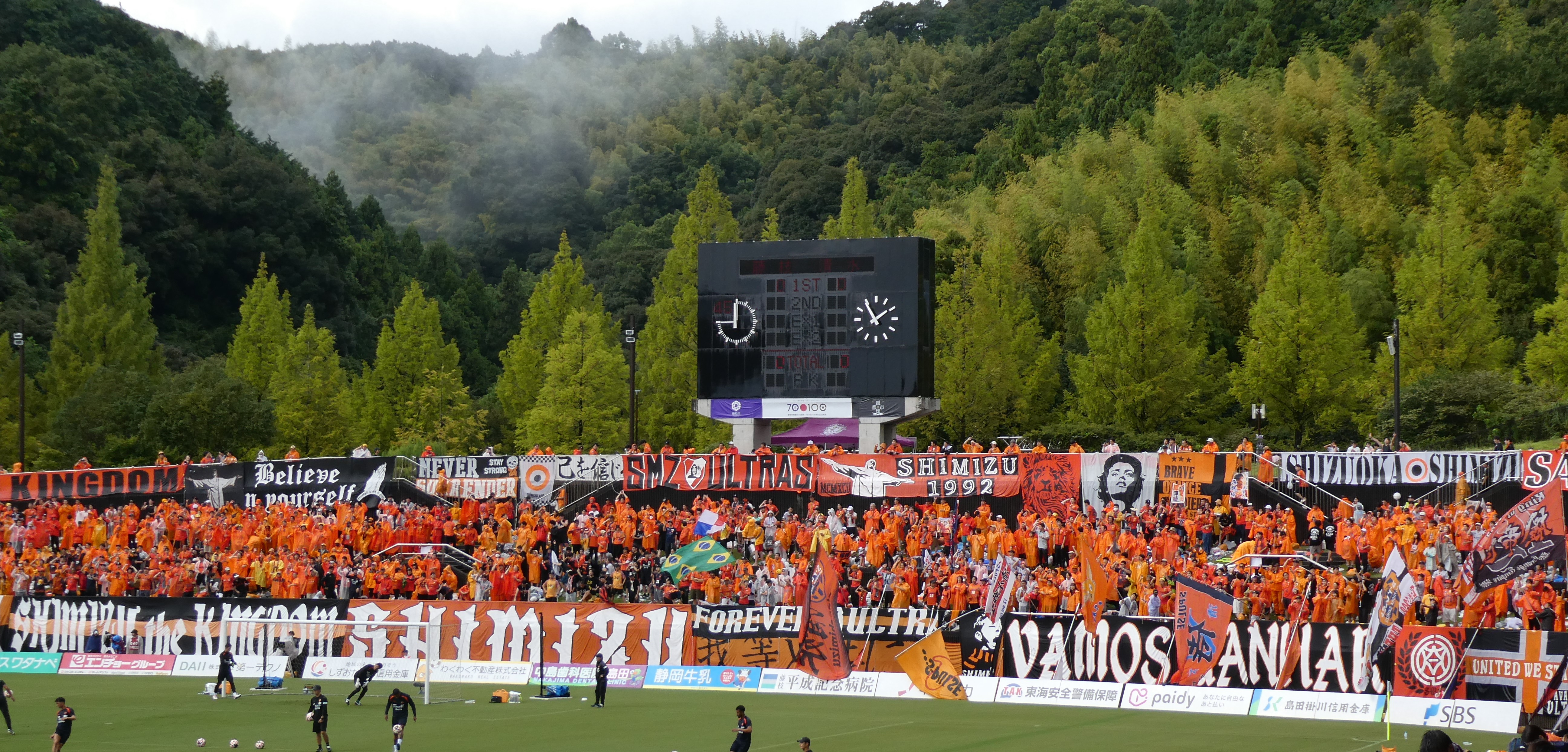
ビジター芝生席
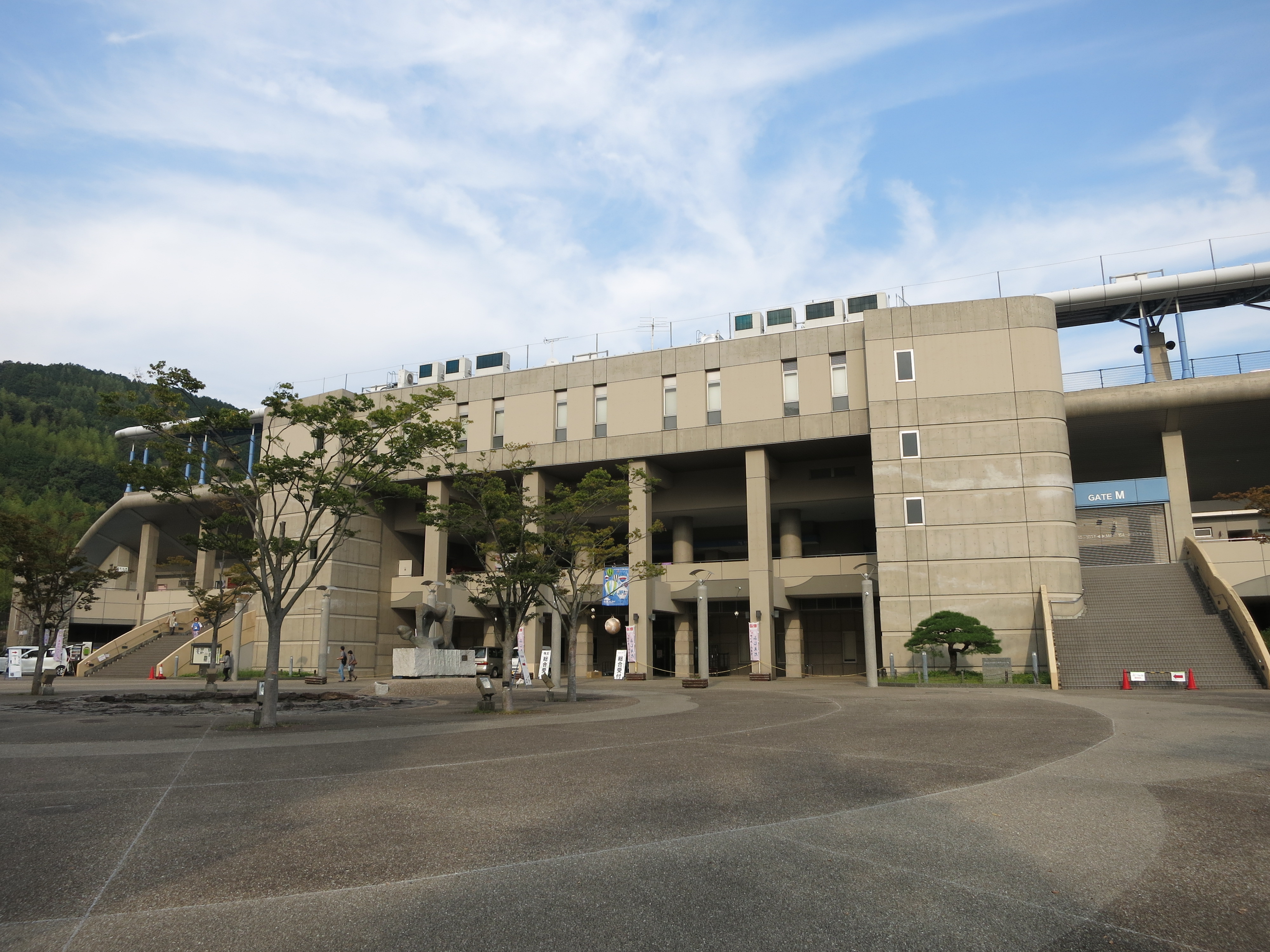
スタジアム外観